# En la línea del frente
En la línea del frente è il sesto album in studio del gruppo musicale statunitense The Casualties, pubblicato nel 2005.
Si tratta del rifacimento in lingua spagnola dell'album precedente, ovvero On the Front Line.

## Tracce
1. Casualties Armada - 1:16
2. Botas - 2:23
3. Jefes - 2:32
4. Clase Criminal - 3:15
5. Futuro Destruido - 2:50
6. Soldado - 3:05
7. Vida Perdida - 2:13
8. (Punk) Música del Pueblo - 2:27
9. Control de la Prensa - 2:13
10. Guerra y Odio - 2:15
11. Tragedia del Amor - 3:00
12. Cerebro Lavado - 2:16
13. Rebelde de Oi! Día - 2:29
14. Sonidos de Mi Barrio - 2:34